# ロマンティックな小品 (ドヴォルザーク)
《ロマンティックな小品》（チェコ語: Romantické kusy）作品75（B. 150）は、アントニーン・ドヴォルザークが1887年1月に作曲したヴァイオリンとピアノのための組曲である。
どの曲も、弦楽三重奏のための《ミニアチュール（チェコ語: Drobnosti, バガテルとも訳される）》Op. 75a（B. 149）からの改作である。

## 創作と出版の経緯
当時ドヴォルザーク家は、プラハ第2区ジトナー街564番地に居を構え、夫人の母親と同居していた。彼女は一室を、化学を学ぶ若い学生のヨセフ・クルイスに賃貸していた。クルイスはまた、プラハ国立劇場管弦楽団の一員であるヤン・ペリカンに入門してヴァイオリンも学んでいた。クルイスとペリカンはしばしばデュエットでヴァイオリンを弾いており、ヴィオラ奏者であったドヴォルザークは、二人の演奏を耳にして、二人と共演できるような弦楽三重奏曲を作曲しようと思い立ったのだった。 その成果が、1887年1月7日から14日までに作曲された《三重奏曲ハ長調（イタリア語: Terzetto）》Op.74（B.148）だったのである。しかしながらこの曲は難しすぎてクルイスの手に負えなかったため、ドヴォルザークはかなり簡単な別の三重奏曲を作曲することになったのである。この第2の弦楽三重奏曲は《ミニアチュール》と名付けられ、第1楽章「カヴァティーナ」、第2楽章「奇想曲」、第3楽章「ロマンス」、第4楽章は「悲歌（あるいはバラード）」 と呼ばれた。1887年1月18日付の楽譜出版社ジムロックに宛てた手紙の中で、ドヴォルザークはこのように述べている。「小さなミニアチュール集を作曲しているところです—ただ2つのヴァイオリンとヴィオラのために—。小生は、あたかも大作の交響曲を作曲しているかのように、楽しんで創作しております。これについて何か言いたいことはございますか？むろん、これらの曲はアマチュア向けを意図したものではありますが、しかしながらベートーヴェンやシューマンも、かなり単純な手段で何かを表現しなかったでしょうか？。」ドヴォルザークはこの弦楽三重奏版の小品集に満足していたのだが、直ちにヴァイオリンとピアノのための編曲に取り掛かるのであった。この新しい版をドヴォルザークは《ロマンティックな小品集》作品75とよび、作曲年代は自筆譜の終わりに「1887年1月25日」と記入している。《4つのロマンティックな小品》は、1887年にベルリンの出版社ジムロックより出版された。
ドヴォルザークは後に三重奏版の存在をすっかり忘れてしまい、1901年にジムロックに「三重奏と前提されている曲が（中略）《ロマンティックな小品》である筈ありません」と釈明している。ドヴォルザークの自筆の三重奏版の譜面（およびクルイスによるパート譜の浄写）は1938年になって再発見され、ドヴォルザーク自身が勘違いをしていたことが証明された。初稿である三重奏曲の《ミニアチュール（あるいはバガテル）》が出版されたのは、ようやく1945年、チェコの出版社（Hudební Matice Umělecké Besedy）によってであった。

## 初演
《ロマンティックな小品》の初演は、1887年3月30日に、プラハの（Umělecká beseda）において、作曲者自身のピアノ伴奏と、国立劇場管弦楽団のコンサートマスターであったカレル・オンドジーチェク（フランティシェク・オンドジーチェクの弟）のヴァイオリン独奏によって行われた。《ミニアチュール》の初演は1938年2月24日にプラハ四重奏団の団員により、プラハ市立図書館におけるドヴォルザークの室内楽曲の演奏会で実行された。

## 楽曲構成

### 弦楽三重奏のための《ミニアチュール》

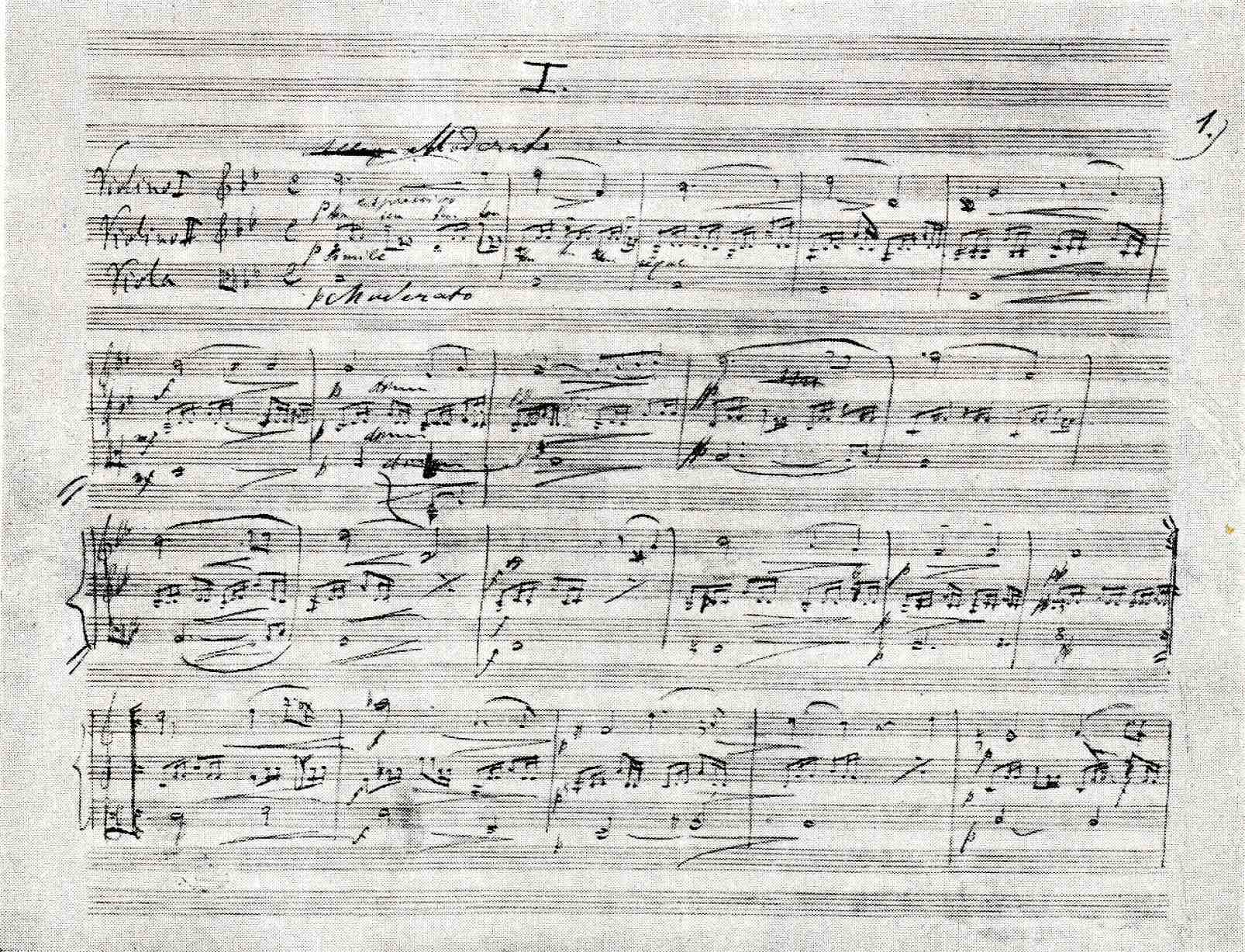
《ロマンティックな小品集》の原曲となった、2つのヴァイオリンとヴィオラのための《ミニアチュール》自筆譜のタイトルページ

もともと無題の曲集であったが、ドヴォルザークは前記の手紙の中で、この曲集を《ミニアチュール》と呼んでいる。クルイスが各楽章に以下のような題名を付けているが、どうやら作曲者自身の同意を得ていたようである。
1. 「カヴァティーナ」  モデラート、変ロ長調、4/4拍子
2. 「奇想曲」  ポコ・アレグロ、ニ短調、2/4拍子
3. 「ロマンス」 アレグロ、変ロ長調、4/4拍子
4. 「悲歌（バラード）」  ラルゲット、ロ短調、 9/8拍子

全曲を通して演奏するのに約14分を要する。
ドヴォルザークは、明らかにロベルト・シューマンに感化されて、それぞれ異なる曲調の、互いに関連性のない楽曲からなる性格的小品集を完成させたらしい。ドヴォルザークは恐らくもう1曲作るつもりでいたようだが、わずか8小節しか現存しておらず、未完成のまま遺された。このため《ミニアチュール》は、かなり異例なことに、緩徐な楽章によって全体が締め括られている。
第1曲は、第1ヴァイオリンの穏やかな雰囲気のうちに始まる。ようやく中間部になって、より情熱的な表現が見られる。ヴィオラの「低音域」による伴奏と、同じく伴奏楽器である第2ヴァイオリンのオスティナート音型が第1曲を支えている。
第2曲は、より楽天的な調子で書かれており、単純な和声の変奏を伴っている。民族音楽の名残りを感じさせるところが随所に見られ、とりわけ最後の部分がそうである。
第3曲の気分は夢見心地である。第1ヴァイオリンの旋律線は、第2ヴァイオリンのトリルに伴奏されている。
終曲は最も手が込んでおり、哀調を帯びた雰囲気は曲頭の短いパッセージから繰り出されていく。

### ヴァイオリンとピアノのための《ロマンティックな小品集》
ドヴォルザークは、ヴァイオリンとピアノのための編曲で音楽の内容をほとんど変更せずにおいた。第1曲（第30小節～第36小節）においてほんの少し和音の最低音を変えたことや、第3曲の曲末に4小節を付け足して、やや長くしたといった程度である。但し、第2曲と第3曲については、発想記号が変えられているのが注意を惹く。 
1. アレグロ・モデラート、 変ロ長調、 4/4拍子
2. アレグロ・マエストーソ、 ニ短調、 2/4拍子
3. アレグロ・アパッショナート、変ロ長調、 4/4拍子
4. ラルゲット、 ト短調、 9/8拍子

## 註釈・参考文献
1. 1 2 3 4 5 6  Dvořák, Antonín; Šourek, Otakar (preface); Dorůžka, Lubomír (transl.) (2003). Romantické kusy, op. 75. Violino e piano. Prague: Editio Bärenreiter Prague. pp. p. VIII. ISMN M-2601-0207-1
2. ↑  Dvořák, Antonín; Šourek, Otakar (preface); Dorůžka, Lubomír (transl.) (2003). Romantické kusy, op. 75. Violino e piano. Prague: Editio Bärenreiter Prague. pp. p. IX. ISMN M-2601-0207-1
3. ↑  Šourek, Otakar (1943). Dvořákovy skladby komorní. Prague: Hudební matice umělecké besedy. pp. p. 168 （チェコ語）
4. 1 2  Šourek, Otakar (1943). Dvořákovy skladby komorní. Prague: Hudební matice umělecké besedy. pp. p. 169 （チェコ語）
5. ↑  Šourek, Otakar (1943). Dvořákovy skladby komorní. Prague: Hudební matice umělecké besedy. pp. p. 170–171 （チェコ語）
6. ↑  Šourek, Otakar (1943). Dvořákovy skladby komorní. Prague: Hudební matice umělecké besedy. pp. p. 172 （チェコ語）